# Of Montreal
of Montreal je američki indi rok bend koji je osnovan 1996. godine.

## Članovi
- Kevin Barns
- Brajan Pul
- Doti Aleksander
- Džejmi Hagins
- Dejvi Pirs

## Diskografija

### Studijski albumi
- Cherry Peel (1997)
- The Bedside Drama: A Petite Tragedy (1998)
- The Gay Parade (1999)
- Coquelicot Asleep in the Poppies: A Variety of Whimsical Verse (2001)
- Aldhils Arboretum (2002)
- Satanic Panic in the Attic (2004)
- The Sunlandic Twins (2005)
- Hissing Fauna, Are You the Destroyer? (2007)
- Skeletal Lamping (2008)

## Spoljašnje veze
- Službena stranica